# Fatma el-Bendary
Fatma el-Bendary (* 14. August 1994) ist eine ägyptische Leichtathletin, die sich auf den Stabhochsprung spezialisiert hat.

## Sportliche Laufbahn
Erste internationale Erfahrungen sammelte Fatma el-Bendary 2018 bei den Afrikameisterschaften in Asaba, bei denen sie mit übersprungenen 3,80 m den vierten Platz belegte. Im Jahr darauf nahm sie erstmals an den Afrikaspielen in Rabat teil und gewann dort mit 4,10 m die Silbermedaille hinter der Tunesierin Dorra Mahfoudhi.
2018 wurde el-Bendary ägyptische Meisterin im Stabhochsprung.